# Двонаправлений пошук

Рис. 1. Схема двонаправленого пошуку. Тут він має успішно завершитися після того, як одна з гілок, що йде з початкового вузла, зустрінеться з гілкою з цільового вузла

Двонапра́влений по́шук — ускладнений алгоритм пошуку ушир або пошуку углиб, в основі якого лежить така ідея, що можна одночасно проводити два пошуки (в прямому напрямку, від початкового стану, та у зворотному напрямку, від цілі), зупиняючись після того, як два процеси пошуку зустрінуться на середині (Рис. 1).

## Ідея
Нехай b — максимальний коефіцієнт розгалуження дерева пошуку та d — глибина оптимального розв'язку в дереві пошуку. Як показано на рис. 1, значення bd/2 + bd/2 набагато менше, ніж bd, або, як показано на малюнку, площа двох невеликих кіл менше площі одного великого кола з центром на початку пошуку, який охоплює ціль пошуку.
Двонаправлений пошук реалізується за допомогою методу, у якому передбачається перевірка в одному або обох процесах пошуку кожного вузла перед його розгортанням для визначення того, чи не знаходиться він на периферії іншого дерева пошуку; у випадку позитивного результату перевірки рішення знайдено. Наприклад, якщо задача має рішення на глибині d = 6 і в кожному напрямку здійснюється пошук ушир із послідовним розгортанням по одному вузлу, то у найгіршому випадку ці два процеси пошуку зустрінуться, якщо у кожному з них будуть розгорнуті усі вузли на глибині 3, крім одного. Це означає, що при b = 10 буде сформована загальна кількість вузлів, рівне 22 200, а не 11 111 100, як при стандартному пошуку ушир. Перевірка належності вузла до іншого дерева пошуку може бути виконана за сталий час за допомогою хеш-таблиці, тому часова складність двонаправленого пошуку визначається як O(bd/2). У пам'яті необхідно зберігати щонайменше одне з дерев пошуку, для того, щоб можна було виконати перевірку належності до іншого дерева, тому просторова складність також визначається як O(bd/2). Такі вимоги до простору є одним з найістотніших недоліків двонаправленого пошуку. Цей алгоритм є повним та оптимальним (при однакових вартостях етапів), якщо обидва процеси пошуку здійснюються ушир; інші сполучення методів можуть характеризуватися відсутністю повноти, оптимальності або того та іншого.

## Принцип реалізації
Двонаправлений пошук стає привабливим завдяки зменшенню часової складності, але постає питання, як організувати пошук у зворотному напрямку. Це не так легко як здається на перший погляд. Припустимо, що попередниками вузла n, що визначаються за допомогою функції Pred(n), є всі ті вузли, для яких n слугує наступником. Для двонаправленого пошуку потрібно, щоб функція визначення попередника Pred(n) була ефективно обчислюваною. Напростішим є такий випадок, коли всі дії у просторі станів оборотні таким чином, що Pred(n) = Succ-1(n), а інші випадки можуть потребувати проявити значну винахідливість.
Розглянемо питання про те, що мається на увазі під поняттям «ціль» при пошуку «у зворотному напрямку від цілі». В задачі гри у вісім та пошуку маршруту на графі є тільки один цільовий стан, тому зворотний пошук дуже схожий на прямий пошук. Якщо ж є декілька явно перерахованих цільових станів, то може бути створений новий фіктивний цільовий стан, безпосередніми попередниками якого є всі фактичні цільові стани. Інакше, формуванню деяких надлишкових вузлів можна запобігти, розглядаючи множину цільових станів як єдиний цільовий стан, кожним з попередників якого є також множина станів, а саме, множина станів, що має відповідного наступника у множині цільових станів.
Найскладнішим випадком двонаправленого пошуку є така задача, в якій для перевірки цілі дається тільки неявний опис деякої (можливо, великої) множини цільових станів, наприклад всіх станів, що відповідають перевірці цілі «мат» у грі в шахи. При зворотному пошуку треба було б створити компактні описи «всіх станів, що дозволяють поставити мат за допомогою ходу m1» і т. д.; і ці описи треба було б звіряти зі станами, що формуються під час прямого пошуку. Загального способу ефективного рішення такої проблеми не існує.